# Consejo Interterritorial del Sistema Nacional de Salud (España)

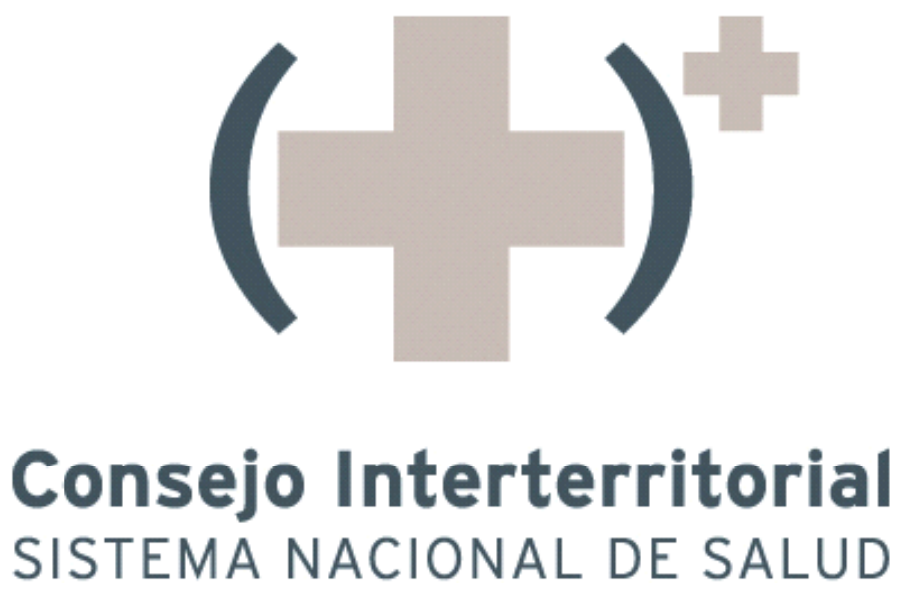
Logotipo del Consejo Interterritorial

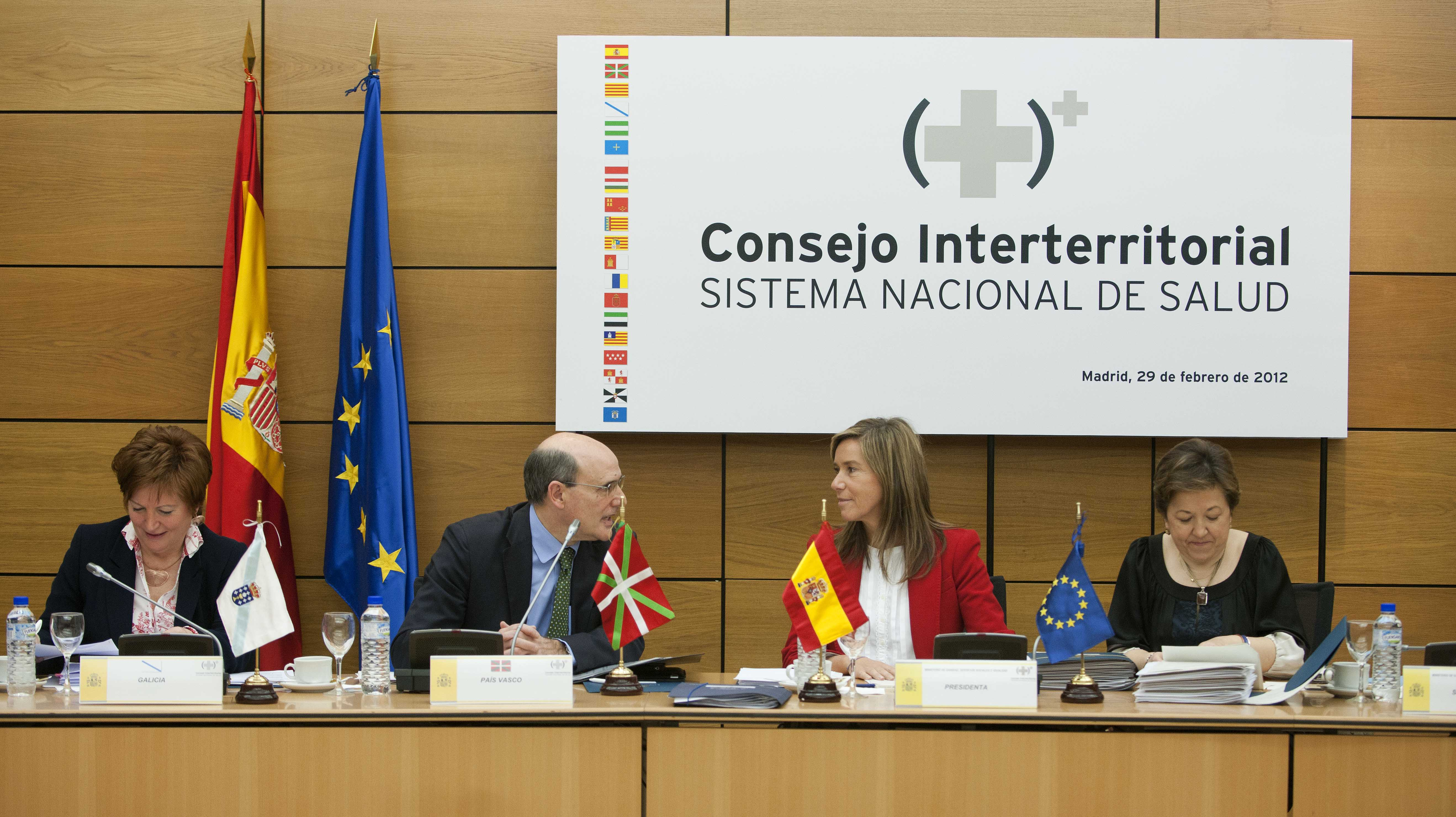
Consejo Interterritorial de Salud (29 de febrero de 2012)

El Consejo Interterritorial del Sistema Nacional de Salud (CISNS) de España es el órgano de cooperación e intercomunicación de los servicios de salud de las comunidades autónomas entre sí y con la administración del Estado para dar cohesión al sistema y garantizar los derechos ciudadanos en todo el territorio. En la Ley 16/2003, de 28 de mayo, de cohesión y calidad del Sistema Nacional de Salud, a partir de su artículo 69 hasta el artículo 75, recoge su actual composición y funciones.
Se constituyó por primera vez en abril de 1987 con treinta y cuatro miembros, formada con el mismo número que corresponde a los representantes de las comunidades autónomas y los representantes de la Administración General del Estado. El funcionamiento se realiza en Pleno, en Comisión Delegada, Comisiones técnicas y Grupos de Trabajo. Los Plenos son convocados por el presidente o por un tercio de sus miembros. Se reúnen por lo menos cuatro veces al año y a ella acuden los consejeros de salud de las comunidades autónomas, siendo el órgano con más alto nivel. El segundo nivel lo representa la Comisión Delegada, presidida por el Secretario de Estado de Sanidad.
Los acuerdos se realizan por consenso, es decir, por acuerdo favorable de todos sus miembros, Gobierno y autonomías. De lo contrario, son solo recomendaciones sin fuerza jurídica vinculante.

## Actual Consejo Interterritorial del SNS
Composición actual del Consejo Interterritorial del Sistema Nacional de Salud a fecha de 1 de enero de 2025:
| Consejo Interterritorial del Sistema Nacional de Salud                  | Consejo Interterritorial del Sistema Nacional de Salud | Consejo Interterritorial del Sistema Nacional de Salud |
| ----------------------------------------------------------------------- | ------------------------------------------------------ | ------------------------------------------------------ |
| Partido político                                                        |                                                        | Partido Popular                                        |
| Partido político                                                        | Partido Socialista Obrero Español                      |                                                        |
| Partido político                                                        | Partido Nacionalista Vasco                             |                                                        |
| Partido político                                                        | Más Madrid                                             |                                                        |
| Partido político                                                        | Coalición Canaria                                      |                                                        |
| Partido político                                                        | Geroa Bai                                              |                                                        |
| Partido político                                                        | Independiente                                          |                                                        |
| Cargo                                                                   | Titular                                                |                                                        |
| Ministra de Sanidad (Presidencia)                                       |                                                        | Mónica García Gómez                                    |
| Consejera de Salud y Familias de la Junta de Andalucía                  |                                                        | Rocío Hernández Soto                                   |
| Consejera de Sanidad de la Diputación General de Aragón                 |                                                        | José Luis Bancalero Flores                             |
| Consejero de Sanidad del Gobierno del Principado de Asturias            |                                                        | Pablo Ignacio Fernández Muñiz                          |
| Consejera de Salud del Gobierno de las Islas Baleares                   |                                                        | Manuela García Romero                                  |
| Consejero de Sanidad del Gobierno de Canarias                           |                                                        | Esther María Monzón Monzón                             |
| Consejero de Salud del Gobierno de Cantabria                            |                                                        | César Pascual Fernández                                |
| Consejera de Sanidad de la Junta de Castilla y León (Vicepresidencia)   |                                                        | Alejandro Vázquez Ramos                                |
| Consejero de Sanidad de la Junta de Comunidades de Castilla-La Mancha   |                                                        | Jesús Fernández Sanz                                   |
| Consejero de Salud de la Generalidad de Cataluña                        |                                                        | Olga Pané Mena                                         |
| Consejera de Sanidad de la Generalidad Valenciana                       |                                                        | Marciano Gómez Gómez                                   |
| Consejero de Sanidad y Servicios Sociales de la Junta de Extremadura    |                                                        | Sara García Espada                                     |
| Consejero de Sanidad de la Junta de Galicia                             |                                                        | Antonio Gómez Caamaño                                  |
| Consejera de Sanidad del Gobierno de la Comunidad de Madrid             |                                                        | Fátima Matute Teresa                                   |
| Consejero de Salud del Gobierno de la Región de Murcia                  |                                                        | Juan José Pedreño Planes                               |
| Consejero de Salud de la Diputación Foral de Navarra                    |                                                        | Fernando Domínguez Cunchillos                          |
| Consejera de Salud del Gobierno Vasco                                   |                                                        | Gotzone Sagardui Goikoetxea                            |
| Consejera de Salud y Políticas Sociales del Gobierno de la Rioja        |                                                        | María Martín Díez de Baldeón                           |
| Consejero de Sanidad y Servicios Sociales del Gobierno de Ceuta         |                                                        | Nablla Benzina Pavón                                   |
| Consejero de Políticas Sociales y Salud Pública del Gobierno de Melilla |                                                        | Randa Mohamed El Aoula                                 |